# Saint-Python
 Saint-Python  es una población y comuna francesa, en la región de Alta Francia, departamento de Norte, en el distrito de Cambrai y cantón de Solesmes.

## Demografía
| 1365 | 1412 | 1349 | 1251 | 1118 | 1014 |
| Para los censos de 1962 a 1999 la población legal corresponde a la población sin duplicidades (Fuente: INSEE [Consultar]) |      |      |      |      |      |